# Гордость и слава
«Гордость и слава» — детективная драма Гэвина О’Коннора производства США. Мировая премьера — 9 сентября 2008 год. В главных ролях Эдвард Нортон и Колин Фаррелл.

## Тэглайн
Правда. Честь. Верность. Семья. Чем ты готов пожертвовать?

## Сюжет
Нью-йоркский полицейский Рэй вырос на понятиях добра и законности. Он фанат своей работы, готовый пожертвовать всем ради справедливости.
Когда происходит убийство четырёх полицейских, расследование проводит Рэй. Но все меняется, когда он узнает что к убийству, возможно причастен его родной брат…
Все то, во что Рэй свято верил, все его идеалы поставлены под удар. Как поступить: следовать букве закона или интересам семьи?

## В ролях
- Эдвард Нортон — Рэй Тирни
- Колин Фаррелл — Джимми Эган
- Джон Войт — Фрэнсис Тирни, старший
- Ноа Эммерих — Фрэнсис Тирни, младший
- Дженнифер Эль — Эбби Тирни
- Джон Ортис — Рубен Сантьяго
- Фрэнк Грилло — Эдди Карбоне
- Ши Уигхэм — Кенни Даган
- Лэйк Белл — Меган Эган

## Интересные факты
- Первоначально планировалось, что Рэя Тирни будет играть Колин Фаррелл, а роль Джимми — Эдвард Нортон.